# Michał Kubacki
Michał Kubacki (ur. 6 września 1898 w Biechowie, zm. 18 lipca 1978 w  Lubrzy) – polski duchowny katolicki, salezjanin, Sprawiedliwy wśród Narodów Świata.

## Biografia
Święcenia kapłańskie przyjął w 1931 z rąk biskupa Wincentego Tymienieckiego. W latach 1933–1945 był wikariuszem w parafii przy bazylice Najświętszego Serca Jezusowego w Warszawie. W 1943 dał schronienie Halinie Aszkenazy-Engelhard po jej ucieczce z transportu do obozu koncentracyjnego na Majdanku (na jej wniosek został mu przyznany tytuł Sprawiedliwy wśród Narodów Świata – pośmiertnie w roku 1997). Po wojnie ks. Kubacki został proboszczem w Parafii Świętego Jana Chrzciciela w Lubrzy. Pochowany na cmentarzu parafialnym w Lubrzy. 

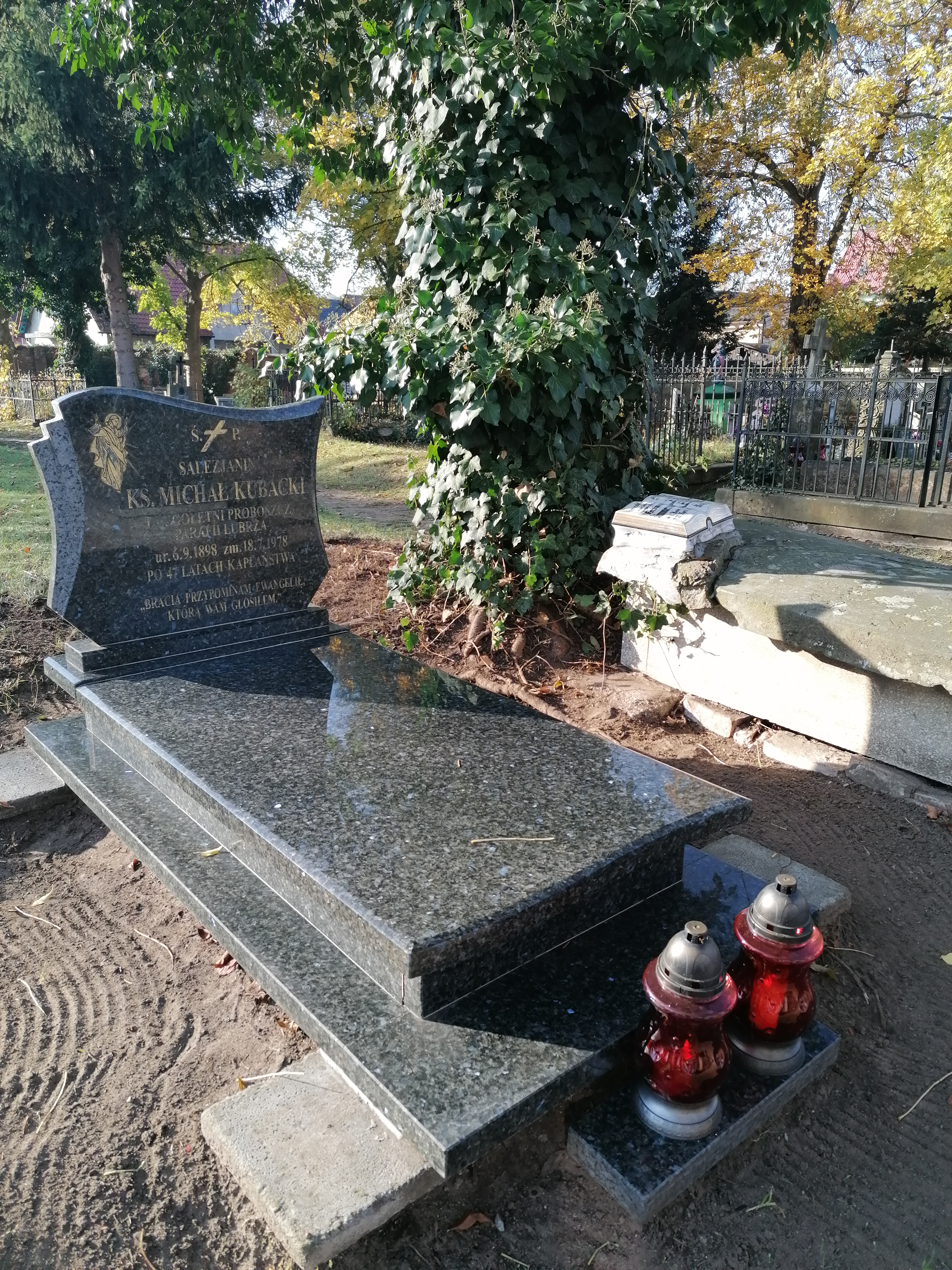
Grób ks. Michała Kubackiego na starym cmentarzu w Lubrzy

## Odznaczenia
- Krzyż Komandorski Orderu Odrodzenia Polski – przyznany pośmiertnie w 2008 przez Prezydenta RP Lecha Kaczyńskiego[1]
- Sprawiedliwy wśród Narodów Świata – przyznany pośmiertnie w 1997 przez Instytut Pamięci Męczenników i Bohaterów Holocaustu